# Scott Whyte
Scott Whyte (Manhattan Beach, Califórnia, 8 de janeiro de 1978) é um ator e apresentador estadunidense, mais conhecido por interpretar Chris em City Guys e por ser o apresentador de Chicken Soup for the Soul. Outras aparições notáveis em séries de televisão se deram em That 70's Show e Just Shoot Me!, assim como no cinema, ele é mais lembrado por ter aparecido em D2: The Mighty Ducks e sua seqüência, D3: The Mighty Ducks, apesar de interpretar personagens diferentes nos dois filmes.

## Biografia
Whyte passou sua vida inteira vivendo na Califórnia, sempre interessado em artes, fez música e participou de animações, e logo começou sua carreira na televisão e no cinema. Sua estréia no cinema se deu em Tequila Sunrise, filme estrelado por Mel Gibson e Kurt Russell. Na televisão, seu primeiro trabalho foi um comercial para Pop Tarts, que foi seguido de participações especiais em That 70's Show, Just Shoot Me!, The Nanny, Full House e Hang Time, além de City Guys que o tornou mais famoso que nunca.

## Filmografia

### Televisão
- 2007 All of Us como James
- 2002 Just Shoot Me! como Rob
- 2001 City Guys como Christopher Mortimer Anderson
- 2000 Malibu, CA como Ned
- 1999 That 70's Show como David Milbank
- 1997 Hang Time como Joey
- 1995 The Nanny como Sean
- 1994 Full House como Jason

### Cinema
- 2012 Wyatt Earp's Revenge como Charlie Bassett
- 2009 To the Wall como Eddie Adams
- 2009 Dark House como Moreton
- 2008 Thunder Geniuses como Pumped
- 2008 Stiletto como Oficial Stone
- 2007 Dead Man's Hand como Matthew
- 2007 Ghosts of Goldfield como Dean
- 2006 Before Turning the Gun como John
- 2006 All In como Barrett
- 2005 Reeker como Trip
- 2002 All God's Creatures como Mickey
- 1996 D3: The Mighty Ducks como Scott
- 1994 D2: The Mighty Ducks como Gunnar Stahl

## Prêmios
| Ano  | Premiação        | Categoria                                       | Indicado(s) | Resultado |
| ---- | ---------------- | ----------------------------------------------- | ----------- | --------- |
| 1998 | YoungStar Awards | Melhor performance em uma série infanto-juvenil | Scott Whyte | Indicado  |